# 陸軍元帥

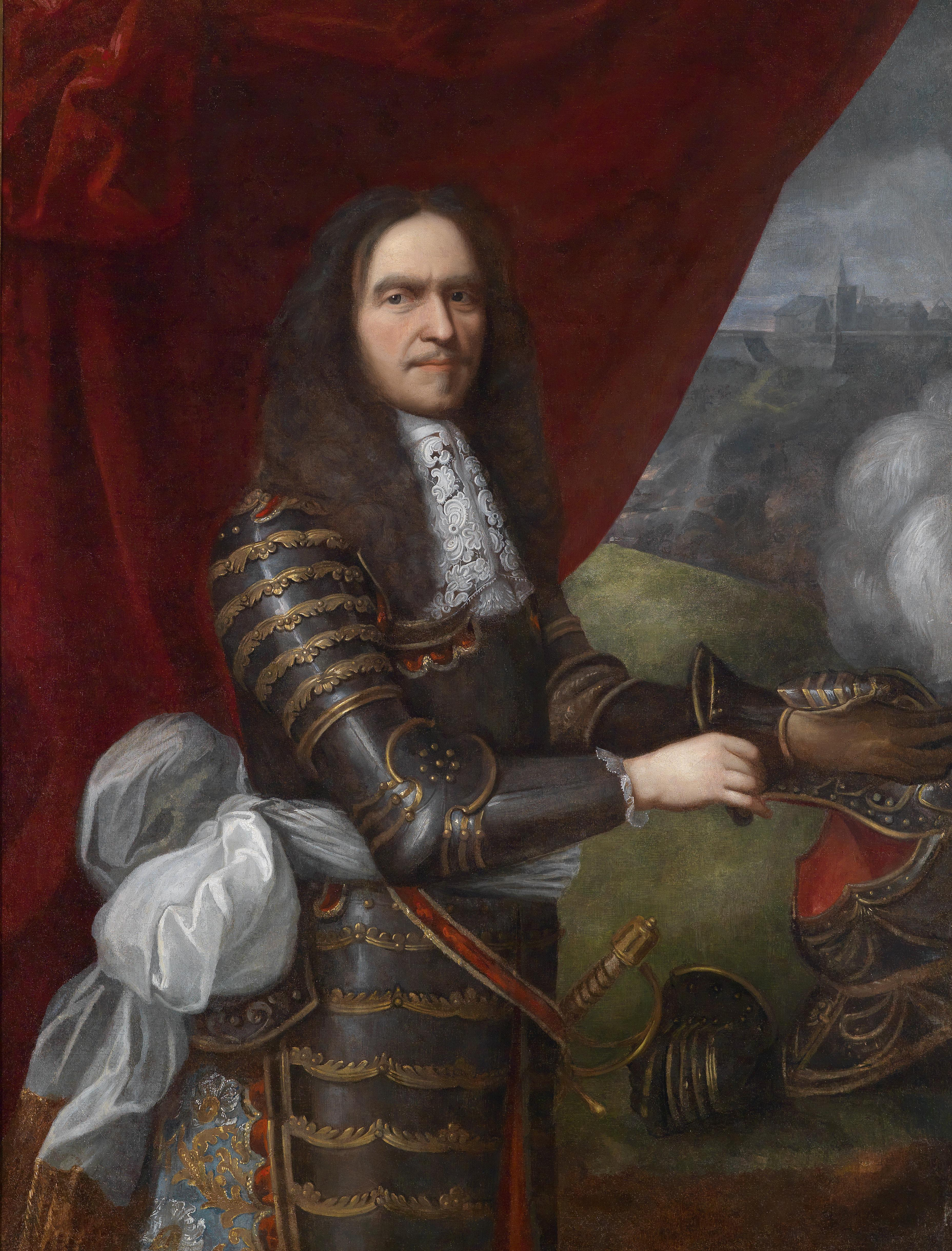
法國元帥蒂雷納子爵

陸軍元帥是一个军官等级，是在法國、德國、英國及一些國家軍隊中最高軍階的委任軍官，相當於美國陸軍的五星上将位階。

## 各国陸軍元帥

### 阿富汗
- 纳斯鲁拉汗 (1875–1920)
- 2004 - 穆罕默德·法希姆  (b. 1957)

### 阿尔巴尼亚
- 1928年9月1日 - 索古一世 (1895–1961)

### 澳大利亚
- 1927年 - 威廉·里德尔·伯德伍德，第一代伯德伍德男爵 (1865–1951)
- 1938年6月2日 - 喬治六世 (1895-1952)
- 1950年6月8日 - 托马斯·布莱梅爵士 (1884–1951)
- 1954年4月1日 - 菲利普亲王 (爱丁堡公爵) (1921-2021)
- 2024年10月19日 - 查爾斯三世 (1948-)

### 白俄罗斯
- 亚历山大·卢卡申科 (b. 1954)

### 巴西
參見：巴西元帅

### 柬埔寨
- 1971 - 朗诺 (1913–1985)
- 1986 - 诺罗敦·拉那烈亲王 (b. 1944)
- 2009 - 韩桑林 (b. 1934)[2]
- 2009 - 谢辛 (b. 1932)[2]
- 2009 - 洪森 (b. 1952)[2]

### 中非帝国
- 让-贝德尔·博卡萨 (1921–1986)

### 中华民国
- 1911 - 黃興(1874–1916)
- 1913 - 袁世凯 (1859–1916)[3]
- 1917 - 孙中山 (1866–1925)[3]
- 1921 - 陆荣廷 (1859–1928)
- 1921 - 唐继尧 (1883–1927)
- 吴佩孚 (1874–1939)
- 孙传芳 (1885–1935)
- 1927 - 张作霖 (1875–1928)[3]

### 克罗地亚
- 1995 - 弗拉尼奥·图季曼 (1922–1999)

### 克羅埃西亞獨立國
- 1941 - 斯拉夫科·克瓦特尼克 (1876–1947)

### 埃及王国
- 阿拔斯一世·希尔米帕夏 (1813–1854)
- 易卜拉欣帕夏 (1789–1848)
- 叶海亚·曼苏尔·耶根 (1837–1913)
- 霍雷肖·赫伯特·基钦纳 (1850–1916)
- 1914年12月20日 - 侯赛因·卡迈勒苏丹 (1853–1917)
- 福阿德一世国王 (1868–1936)
- 阿齐兹·阿里·米尔里 (1879–1965)
- 法鲁克一世国王 (1920–1965)
- 1949 - 约旦国王阿卜杜拉一世 (1882–1951)
- 1952年7月26日 - 福阿德二世国王 (b. 1952)
- 1955年2月21日 - 约旦国王侯赛因 (1935–1999)

### 埃及共和国
- 阿卜杜勒·哈基姆·阿梅尔 (1919–1967)
- 1973年11月 - 艾哈迈德·伊斯迈尔·阿里 (1917–1974)
- 阿卜杜勒·加尼·贾马西 (1921–2003)
- 福阿德·齐克里 (1923–1983)
- 艾哈迈德·巴达维 (1927–1981)
- 穆罕默德·阿利·法赫米 (1920–1999)
- 阿布德·哈利姆·阿布·加扎拉 (1930–2008)
- 1991 - 穆罕默德·侯赛因·坦塔维 (b. 1935)
- 2014 - 阿卜杜勒-法塔赫·塞西 (b. 1954)

### 衣索比亞
- 1934 - 塞尤姆·馬加夏（英语：Seyoum Mengesha） (1897–1960)
- 海爾·塞拉西一世 (1892–1975)

### 芬兰
- 1933 - 卡尔·古斯塔夫·埃米尔·曼纳海姆 (1867–1951)

### 印度
- 1973年1月3日 - 萨姆·马内克肖 (1914–2008)
- 1983年1月14日 - 科丹德拉·马达帕·卡里亚帕 (1899–1993)

### 印度尼西亚
- 1945年 - 苏迪曼 (1916–1950)
- 1985年 - 苏哈托 (1921–2008)
- 2000年 - 阿卜杜尔·哈里斯·纳苏蒂安 (1918–2000)

### 伊朗
參見：伊朗陸軍元帥列表

### 巴基斯坦
巴基斯坦总统穆罕默德·阿尤布·汗自任为陆军元帅。

### 菲律宾
美国的道格拉斯·麦克阿瑟少将1936年8月24日担任菲律宾政府军事顾问时被菲律宾总统曼努埃尔·奎松授予菲律宾陆军元帅军衔。

### 约旦
- 1948年 - 阿卜杜拉一世 (1882–1951)
- 1951年7月20日 - 塔拉勒·伊本·阿卜杜拉 (1909–1972)
- 1952年8月11日 - 胡笙國王 (1935–1999)
- 哈比斯·马贾利（英语：Habis al-Majali） (1914–2001)
- 法特希·阿布·塔勒卜（英语：Fat'hi Abu Taleb）
- 阿卜杜勒·哈菲兹·卡布纳
- 1999年2月7日 - 阿卜杜拉二世 (b. 1962)
- 2005年 - 萨阿德·凯尔（英语：Sa'ad Khair） (d.2009)

### 摩洛哥
- 1970年11月17日 - 穆罕默德·本·米齐安（英语：Mohamed Meziane） (1897–1975)

### 莫桑比克
- 萨莫拉·马谢尔 (1933–1986)

### 尼泊爾
- 昌德拉·沙姆舍爾·江格·巴哈杜爾·拉納（英语：Chandra Shamsher Jang Bahadur Rana）
- 比姆·沙姆舍爾·江格·巴哈杜爾·拉納（英语：Bhim Shamsher Jang Bahadur Rana）
- 朱達·蘇姆謝爾·忠格·巴哈杜爾·拉納
- 帕德瑪·薩馬舍爾·江格·巴哈杜爾·拉納
- 莫漢·沙姆舍爾·江格·巴哈杜爾·拉納（英语：Mohan Shumsher Jang Bahadur Rana）
- 凱撒·沙姆舍爾·江格·巴哈杜爾·拉納（英语：Kaiser Shumsher Jang Bahadur Rana）
- 哈里·沙姆舍爾·江格·巴哈杜爾·拉納（英语：Hari Shamsher Jang Bahadur Rana）
- 尼爾·沙姆舍爾·江格·巴哈杜爾·拉納（英语：Nir Shamsher Jang Bahadur Rana）爵士
- 奇蘭·沙姆舍爾·江格·巴哈杜爾·拉納（英语：Kiran Shamsher Jang Bahadur Rana）爵士
- 1953年4月14日 - 國王特里布萬
- 1954年 - 魯德拉·沙姆舍爾·江格·巴哈杜爾·拉納（英语：Rudra Shamsher Jang Bahadur Rana）
- 1956年5月2日 - 國王馬亨德拉
- 1972年 - 國王比蘭德拉
- 2001年6月2日 - 國王賈南德拉

### 新西兰
- 1977年6月11日 - 菲利普亲王 (爱丁堡公爵) (1921-2021)
- 2015年8月3日 - 國王查爾斯三世 (1948-)

### 斯里蘭卡
- 2015年3月22日 -  塞拉特·豐塞卡（英语：Sarath Fonseka） (b. 1950)

### 泰國
參見：泰國陸軍元帥

### 土耳其
土耳其元帅（mareşal）起于奥斯曼帝国时期。在波斯称"مشير" (müşir)土耳其立国后，只有两人获得元帅称号：国父凯末尔·阿塔蒂尔克和参谋长費夫齊·恰克馬克。

### 美国
美國只有五星上將軍銜，没有使用元帥軍銜。只有道格拉斯·麥克阿瑟將軍在1936年8月24日至1937年12月31日被菲律賓政府授予陆军元帅军衔。1944年12月14日美国国会正式设立五星上将军衔（參見美國國會法案《78–482》），威廉·丹尼爾·萊希在隔日（15日）成為首位五星上將，道格拉斯·麥克阿瑟則於18日晉陞。

### 德国
陆军元帅(德语：Generalfeldmarschall)是德国陆军最高军衔。尽管此军衔自1631年以来一直以不同的名称存在，1870年普鲁士王子弗里德里希·卡尔和腓特烈三世皇帝重建陆军元帅军衔，目的是使他们的军衔比其他将军更高，此后一直是德国陆军最高军衔，直到1945年废除为止。

### 马来亚联合邦和马来西亚
- 1957年 - 端姑阿都拉曼[8]
- 1960年 - 苏丹希沙慕丁沙[8]
- 1960年 - 端姑赛布特拉[8]
- 1965年 - 端姑依斯迈·纳西鲁丁沙[8]
- 1970年 - 苏丹端姑阿都哈林[8]
- 1975年 - 端姑雅亚·柏特拉[8]
- 1979年 - 苏丹阿末沙[8]
- 1984年 - 苏丹馬末·依斯干達[8]
- 1989年 - 苏丹阿兹兰沙[8]
- 1994年 - 端姑查化[8]
- 1999年 - 苏丹沙拉胡丁·阿都阿兹沙[8]
- 2000年 - 端姑赛西拉祖丁[8]
- 2006年 - 端姑米占再納阿比丁[8]
- 2016年 - 苏丹莫哈末五世[8]
- 2019年 - 苏丹阿都拉[8]
- 2024年 - 苏丹依布拉欣·依斯迈[8]

### 蒙古
- 霍尔洛·乔巴山 (1895–1952)
- 格勒格道尔吉·德米德 (1900–1937)
- 尤睦佳·澤登巴爾 (1916–1991)

### 朝鲜
- 1950s - 金日成 (1912–1994)[3]
- 1992 - 吴振宇 (1917–1995)
- 1992 - 金正日 (1941–2011)[3]
- 1995 - 李乙雪 (1921 - 2015)
- 1995 - 崔光 (1917–1997)
- 2012年7月 - 金正恩 (b. 1983)[9]
- 2016年4月 - 金永春： (b. 1936)
- 2016年4月 - 玄哲海： (b. 1934)

### 韩国
- 白善烨 (1920–2020)，2009年李明博政府宣称“白善烨是韩国军队的第一位上将，他在韩战时期曾任师长、军长等要职，在反攻金日成军的北进战役时，他带兵第一个杀入平壤。”而决定推举白善烨为韩国第一位名誉元帅（5星将军）[10]。

### 沙烏地阿拉伯
- 1991年 - 哈立德·本·蘇丹（; B 1949）
- 萨利赫·穆哈亚（英语：Saleh Al-Muhaya）（B，1939）

### 蘇丹
- 加法爾·尼邁里 (1930–2009)
- 阿卜杜勒·拉赫曼·苏瓦尔·达哈卜（英语：Abdel Rahman Swar al-Dahab） (b. 1934)
- 奧馬爾·巴希爾 (b. 1944)

### 乌干达
- 乌干达总统伊迪·阿明·达达在1971年政变上台后，自封为陆军元帅。

### 利比亚
- 哈利法·贝加斯姆·哈夫塔尔，2016年9月晋升。

### 葡萄牙
- 1809 - 威廉·卡尔·贝雷斯福德，第一代贝雷斯福德子爵 (1768–1854)
- 阿瑟·韋爾斯利，第一代威靈頓公爵 (1769–1852)
- 1927 - 戈麦斯·达科斯塔 (1863–1929)
- 1948 - 安东尼奥·奥斯卡·卡尔莫纳 (1869–1951)
- 1958 - 弗朗西斯科·克拉维罗·洛佩斯 (1894–1964)
- 1981 - 安东尼奥·德·斯皮诺拉 (1910–1996)

## 其他国家
- 希腊元帅（Stratarches、Στρατάρχης）
- 意大利陆军元帅
- 以色列元帅（Rav-Aluf）
- 伊朗陸軍元帥（英语：List of Iranian field marshals）
- 马来西亚陆军元帅（Yang di-Pertuan Agong）
- 秘鲁元帅
- 波兰元帅
- 罗马尼亚元帅（Mareşal）
- 俄罗斯帝国陆军元帅（General field marshal）
- 俄罗斯联邦元帅
- 南非陆军元帅揚·史末資
- 塞尔维亚元帅（Vojvoda）
- 瑞典陸軍元帅（英语：List of Swedish field marshals）（Fältmarskalk）
- 泰国元帅（Chom Phon）

## 各国陸軍元帥照片

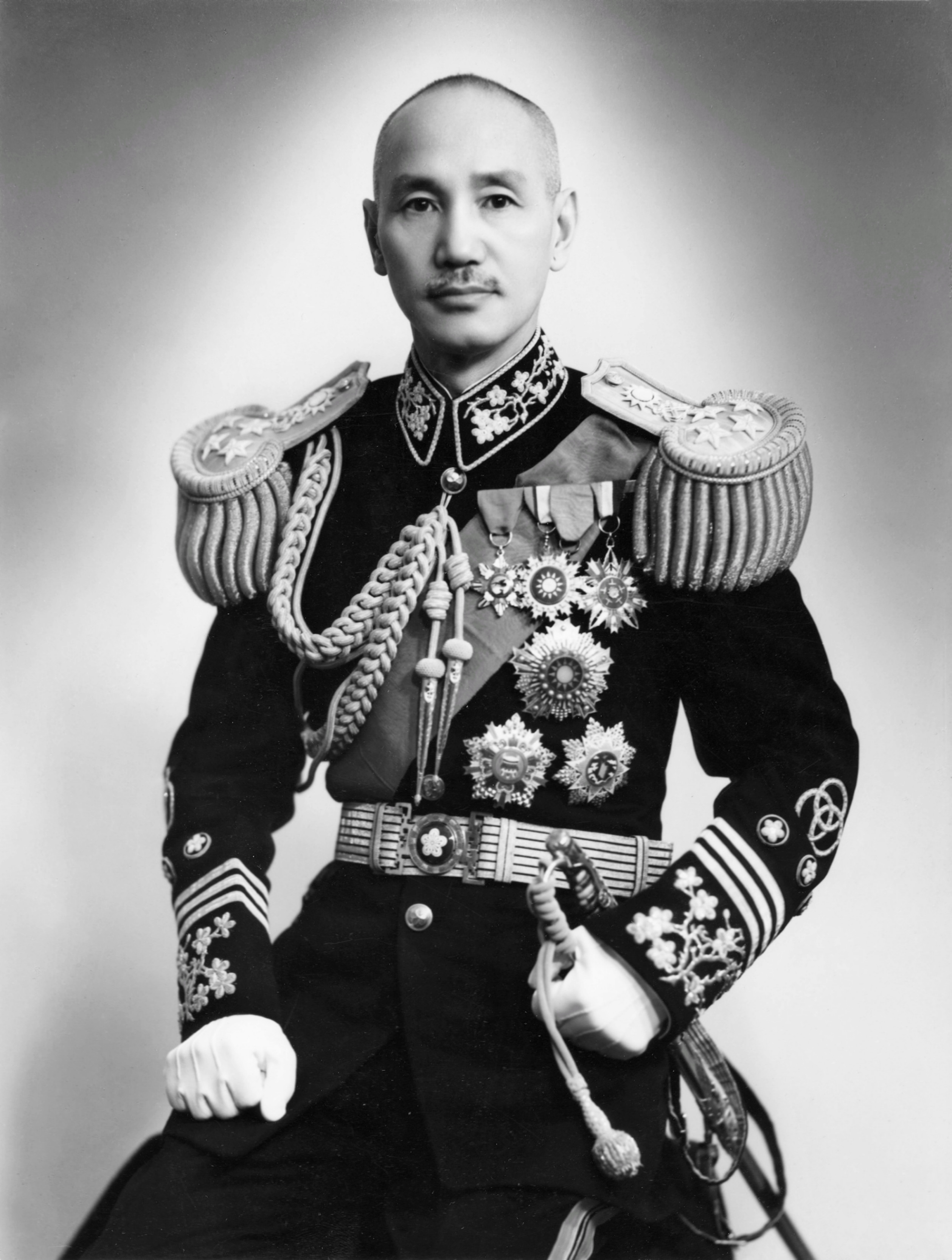
蒋中正
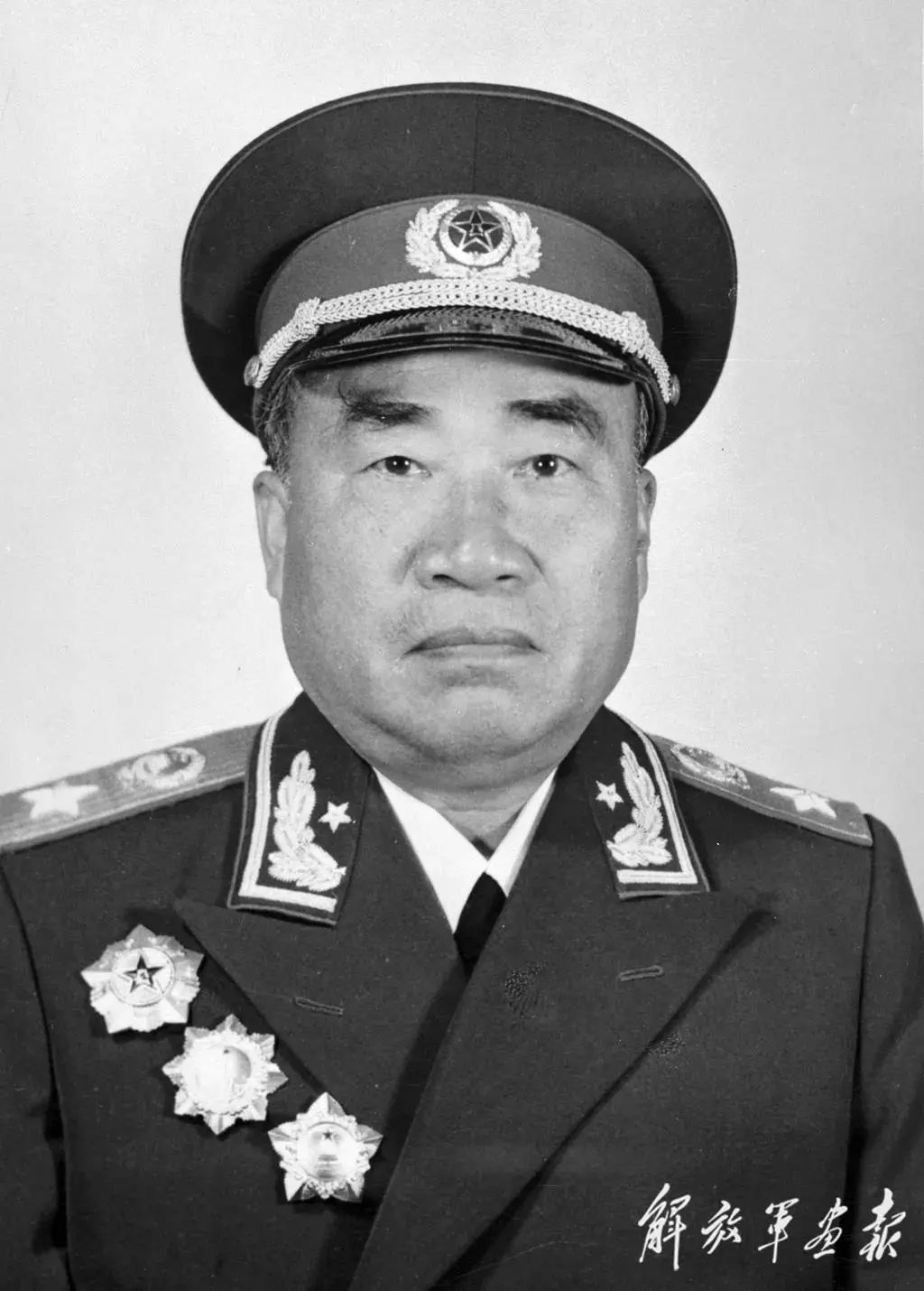
朱德
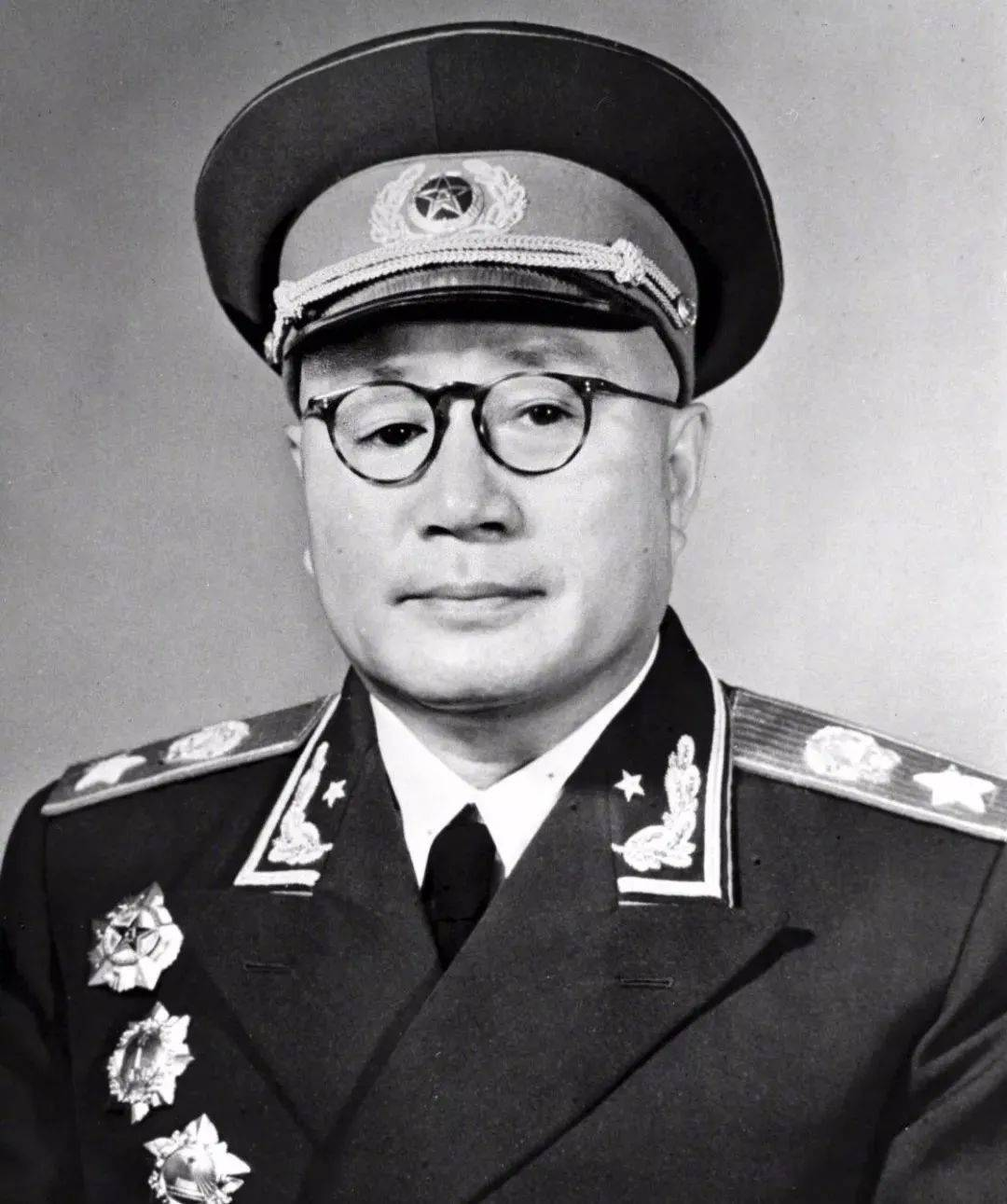
刘伯承
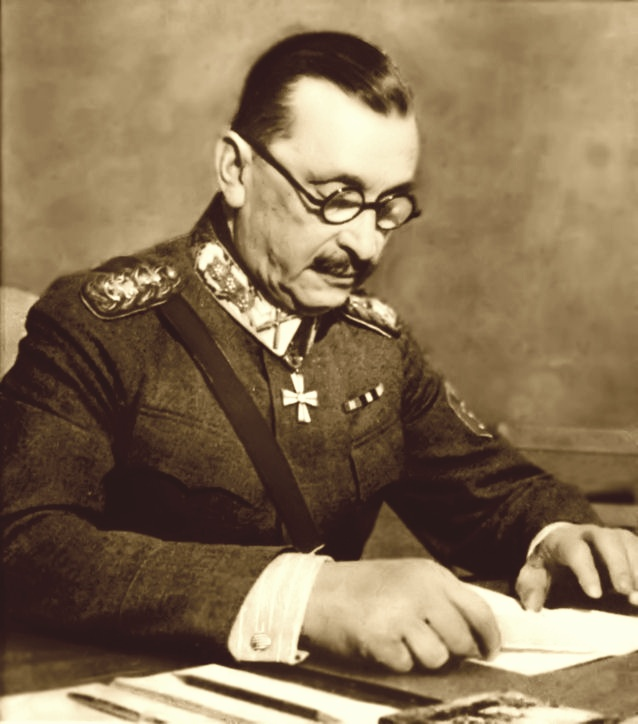
曼纳海姆
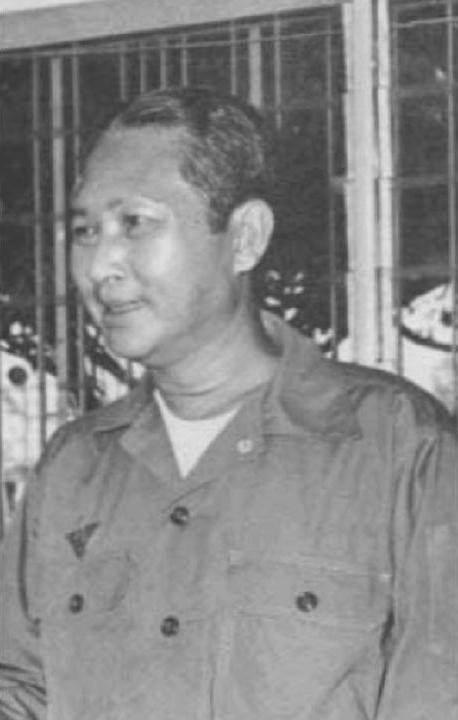
朗諾
沙立·他那叻
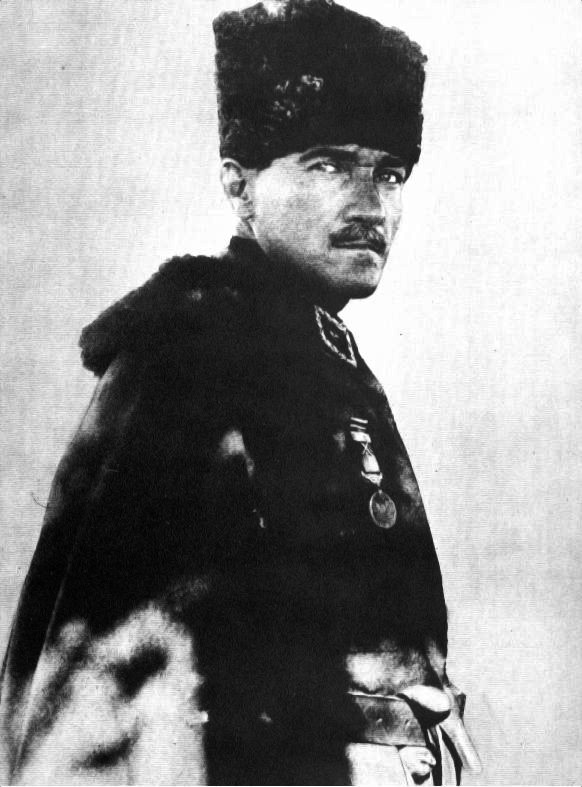
凯末尔·阿塔蒂尔克
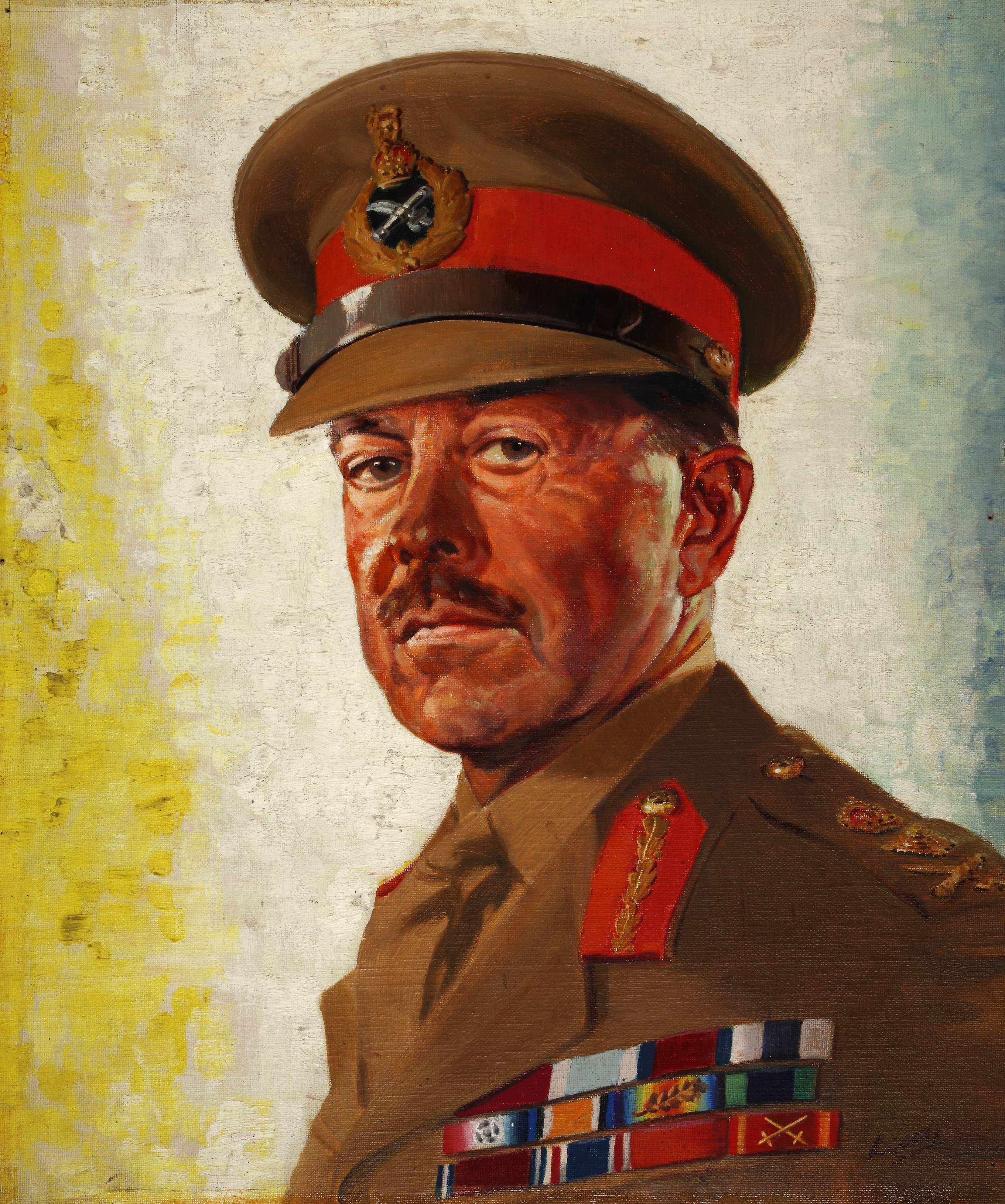
哈羅德·亞歷山大
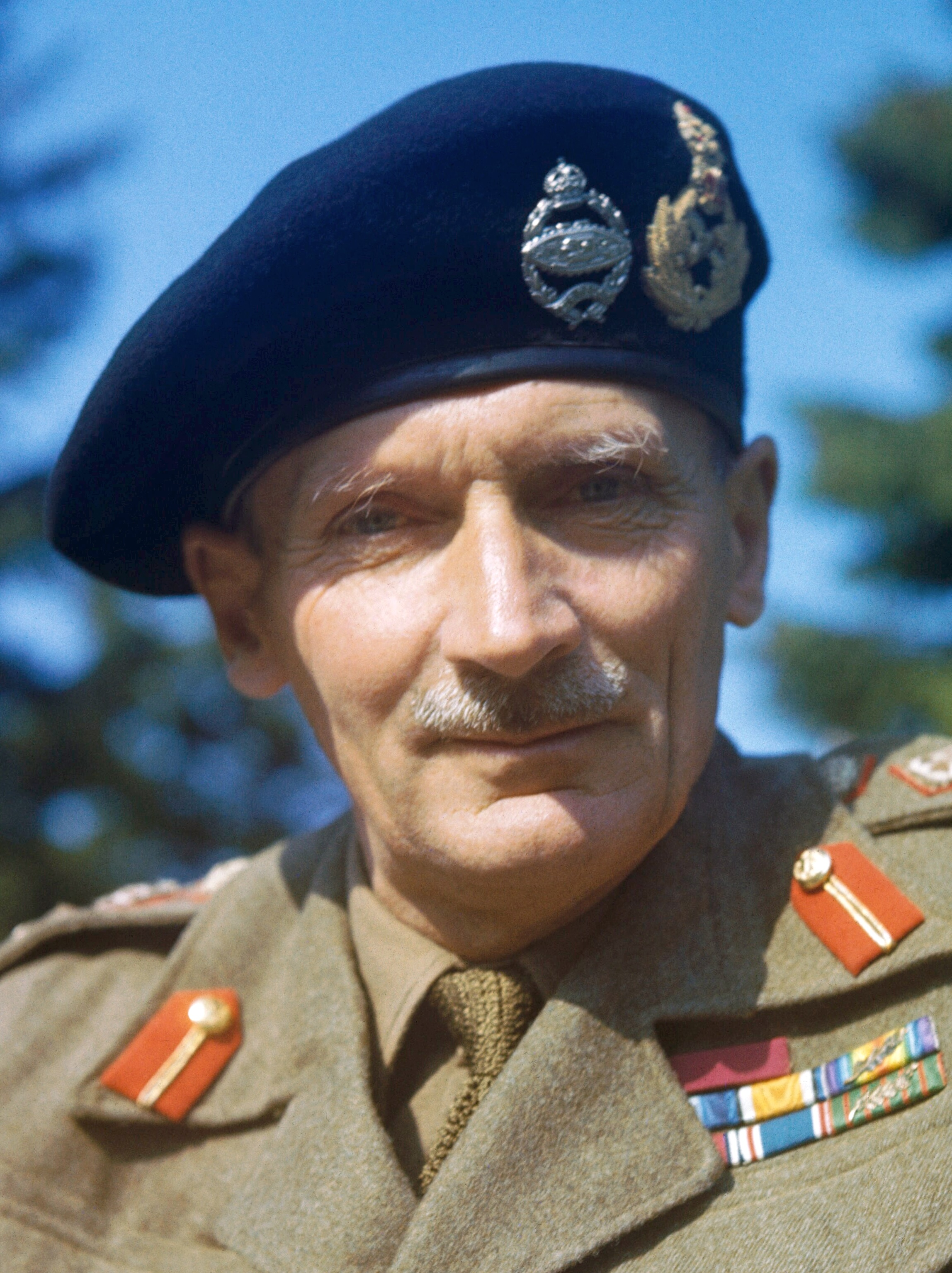
伯納德·勞·蒙哥馬利
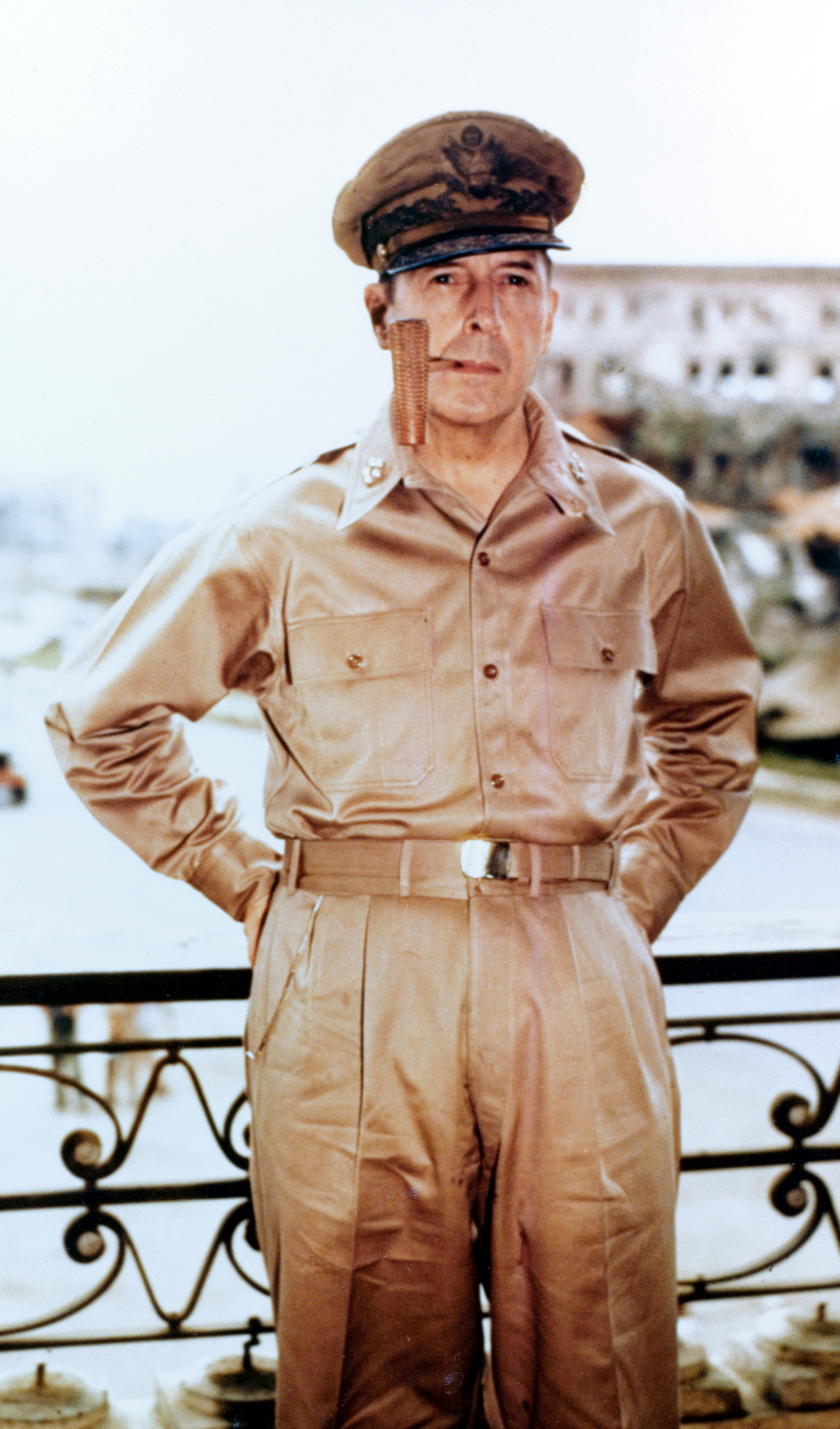
道格拉斯·麥克阿瑟
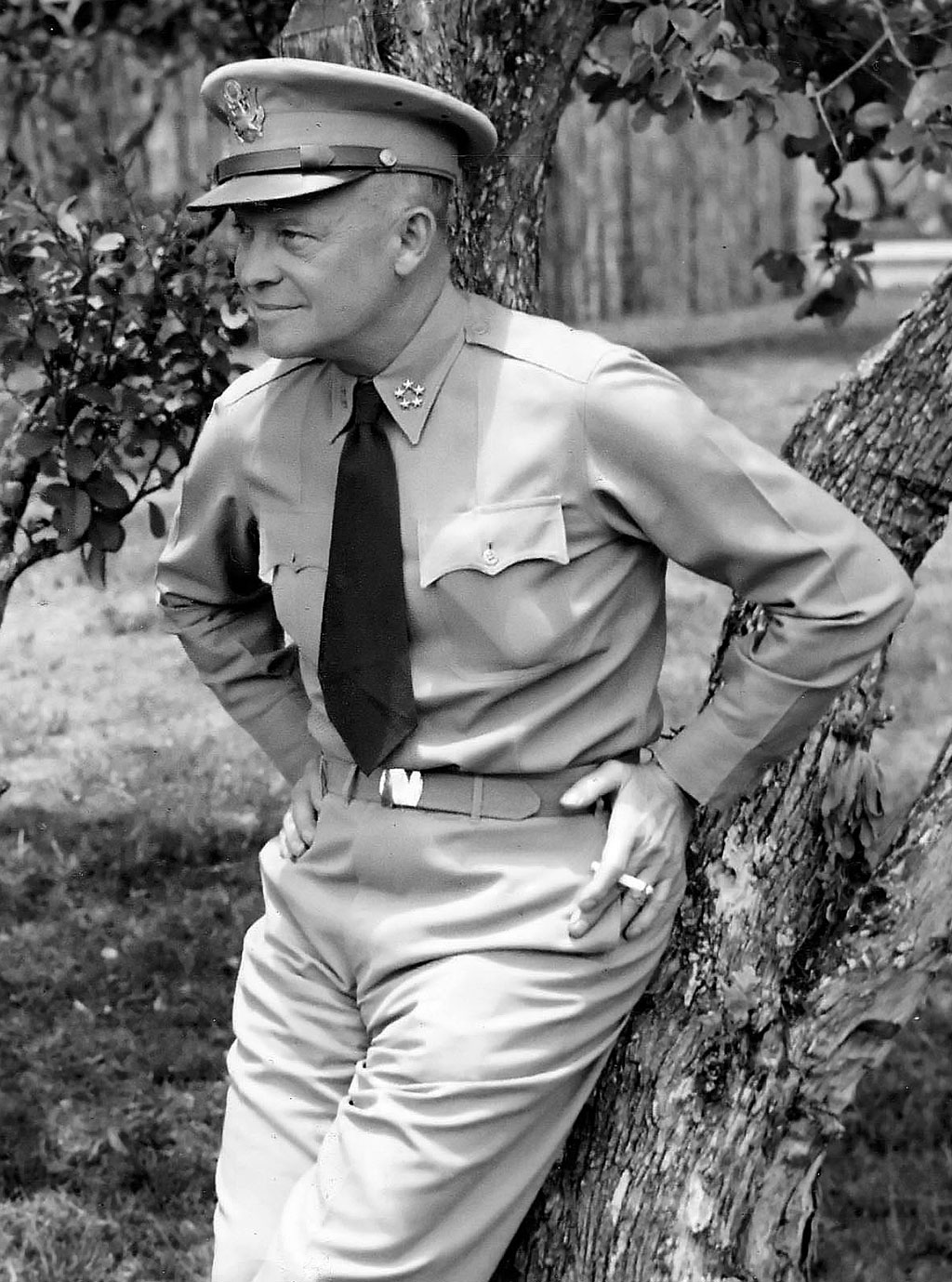
德懷特·艾森豪
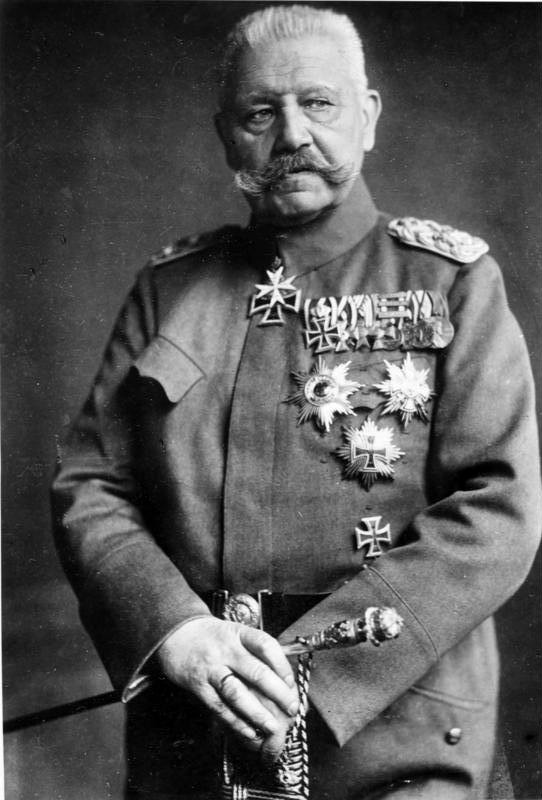
保羅·馮·興登堡
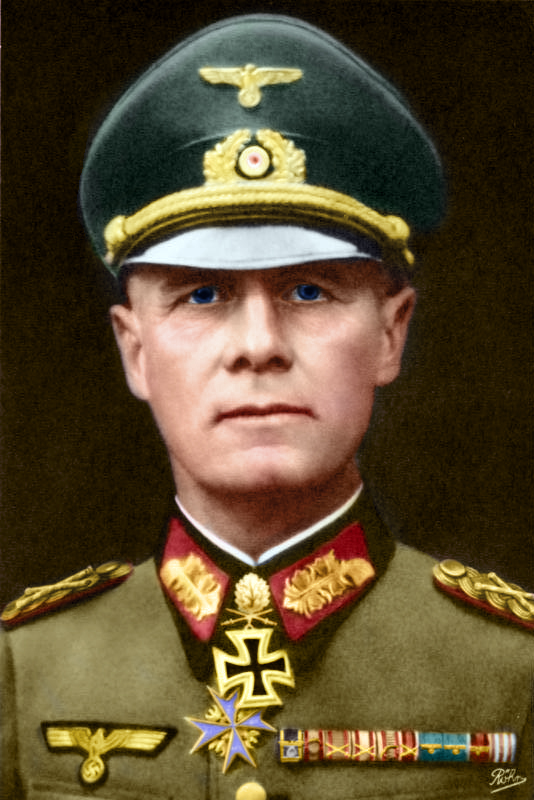
埃爾溫·隆美爾
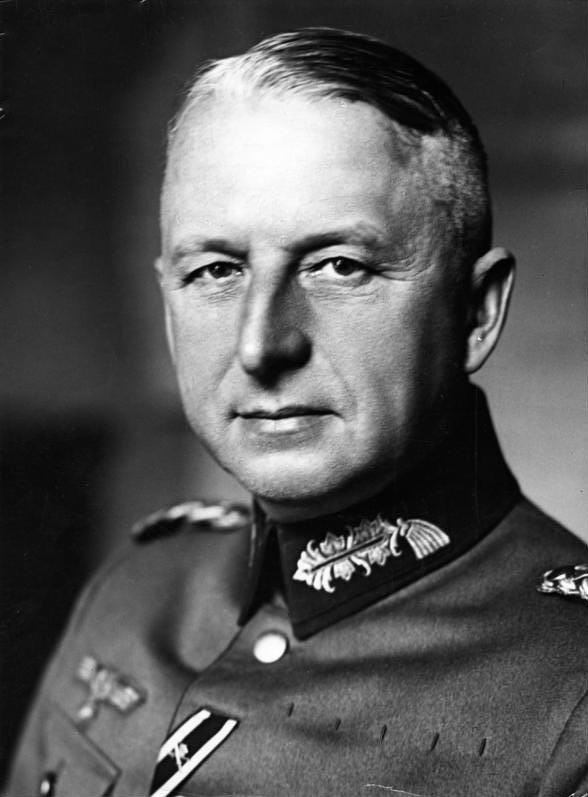
埃里希·馮·曼施坦因
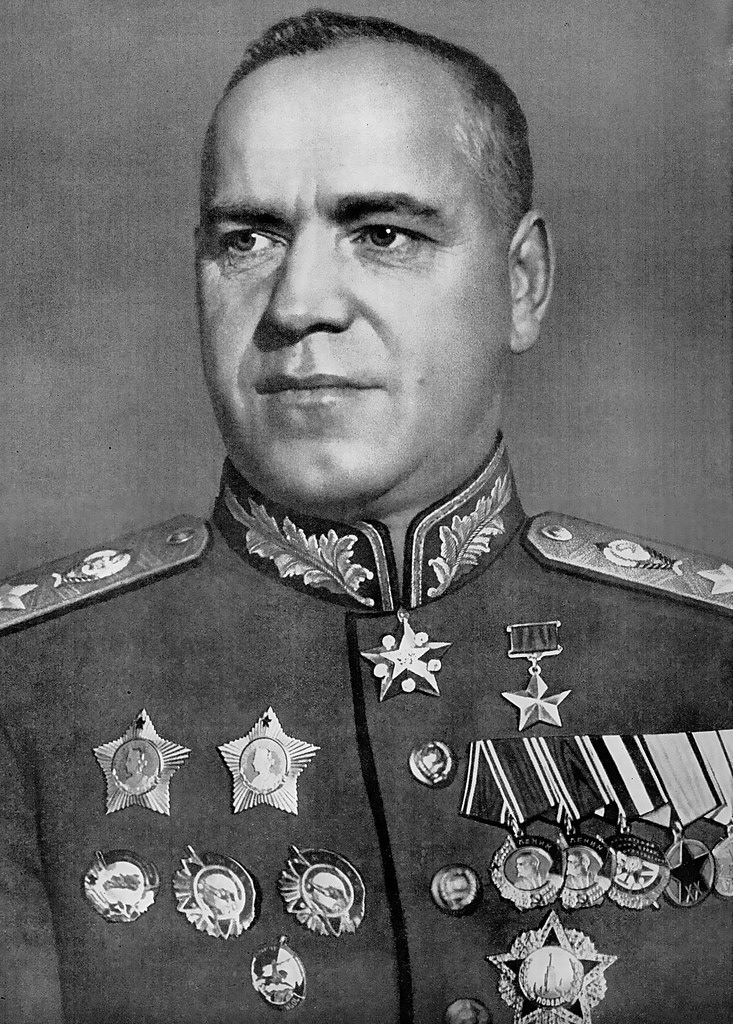
朱可夫
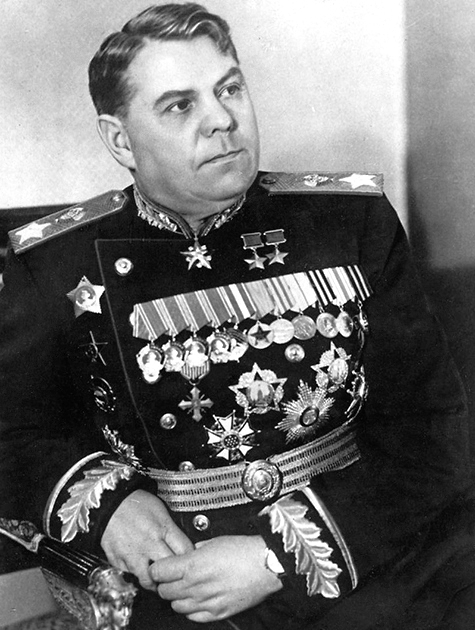
華西列夫斯基
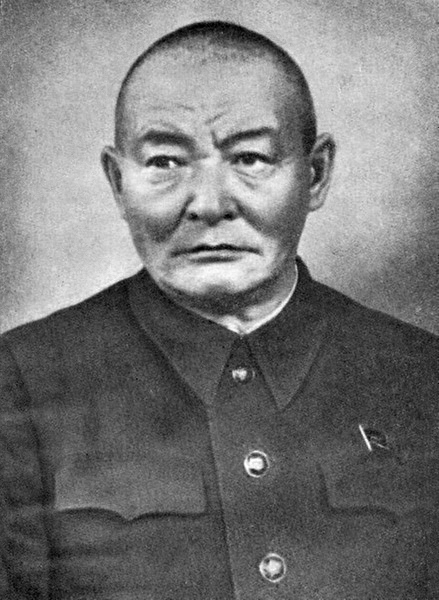
霍尔洛·乔巴山
金日成

## 各国陸軍元帥军衔标志

阿富汗元帅肩章
澳大利亚陆军元帅肩章
奥匈帝国陆军元帅领章
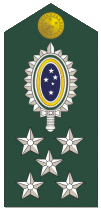
巴西陆军元帅肩章
柬埔寨五星上将肩章
中国元帅肩章
克罗地亚陆军元帅肩章
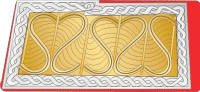
克罗地亚独立国陆军元帅领章
埃及王国陆军元帅肩章
埃及共和国陆军元帅肩章
芬兰陆军元帅领章
法国陆军元帅肩章
印度陆军元帅
印度尼西亚陆军元帅
日本帝国元帅徽章
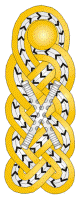
德意志帝国陆军元帅肩章
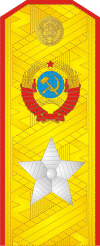
苏联元帅肩章
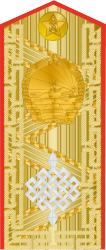
蒙古元帅肩章
俄罗斯元帅肩章

## 备注
1. ↑  The equivalent of a Generalfeldmarschall in the German navy was Großadmiral (grand admiral). The rank of Generalfeldmarschall was abolished after the fall of Nazi Germany in 1945.